# Abducció (ufologia)
|  | Per a altres significats, vegeu «Abducció». |

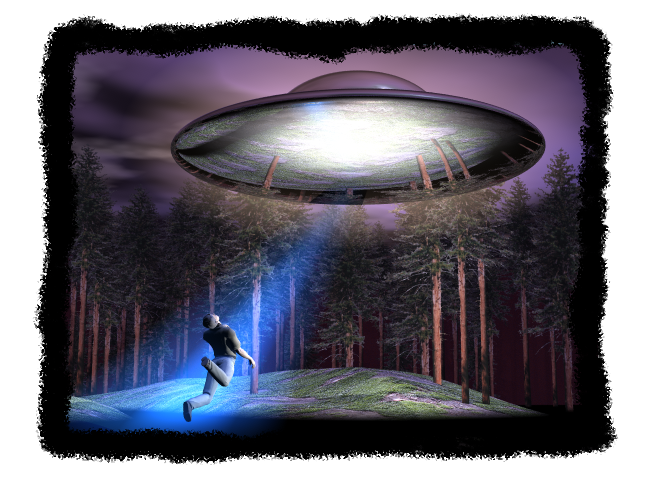
Representació pictòrica de la presumpta abducció de Travis Walton per part d'una nau alienígena.

L'abducció (del llatí abdelius), fa referència humans segrestats per extraterrestres i sotmesos a estranyes proves mèdiques o experiments.